# کریس هانتر
کریس هانتر (انگلیسی: Chris Hunter؛ زادهٔ ۱۹ فوریهٔ ۱۹۶۵) شیمیدان آلی اهل نیوزیلند است.